# Leo Nyssen
Leo Nyssen, auch Leo Nijssen (* 19. Juni 1897 in Düsseldorf; † 13. Oktober 1945 ebenda), war ein deutscher Landschafts- und Genremaler der Düsseldorfer Schule.

## Leben

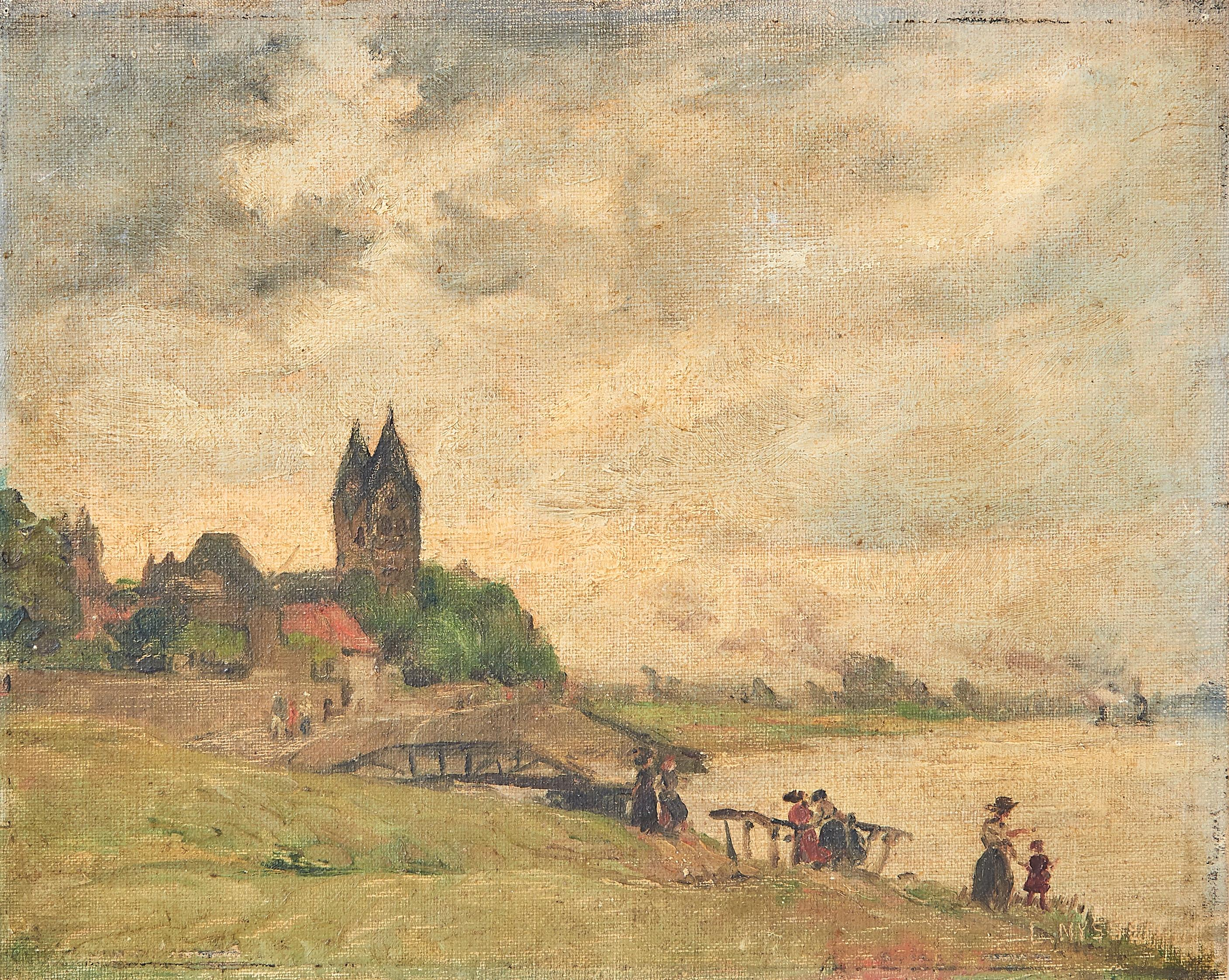
Ansicht von Kaiserswerth

Nyssen studierte Malerei an der Kunstakademie Düsseldorf. Dort war er Meisterschüler von Eduard von Gebhardt und Julius Paul Junghanns. 1928 war er Teilnehmer der Ausstellung Das Junge Rheinland in der Kunsthalle Düsseldorf. In den 1930er Jahren bereiste er die Niederlande. 1936 erschien das Buch Landschaft einer Stadt des Essener Journalisten Karl Sabel mit farbigen Wiedergaben von Aquarellen Nyssens.  1939 bewohnte Nyssen ein Atelier im Düsseldorfer Künstlerhaus Sittarder Straße 5. Nyssen war von 1939 bis 1944 auf allen Großen Deutschen Kunstausstellungen in München vertreten. Von seinen Bildern erwarb dort Hitler 1940 das Tafelbild Weichsellandschaft im Winter und 1941 Franz Xaver Schwarz das Tafelbild Kartoffelernte. 1943 wurde sein martialisches Kriegsbild Vormarsch  gezeigt.